# Литовки (село)
Литовки (укр. Литовки) — село, 
Станичненский сельский совет,
Нововодолажский район,
Харьковская область.
Код КОАТУУ — 6324285007. Население по переписи 2001 года составляет 362 (165/197 м/ж) человека.

## Географическое положение
Село Литовки находится на расстоянии в 1,5 км от реки Камышеваха (левый берег).
В 1,5 км расположено село Винники.
Рядом проходит автомобильная дорога Р-51.

## Объекты социальной сферы
- Литовчанский детский сад.
- Школа.
- Литовчанский фельдшерско-акушерский пункт.